# Les Experts (série télévisée)
Pour les articles homonymes, voir Les Experts et CSI.
 (mai 2012).
Les Experts : Miami
Les Experts (CSI: Crime Scene Investigation) est une série télévisée de criminalistique en coproduction canado-américaine entre Alliance Atlantis et CBS Paramount Television, créée par Anthony E. Zuiker, et diffusée entre le 6 octobre 2000 et le 27 septembre 2015 sur le réseau CBS et en simultané au Canada sur le réseau CTV. La série a donné « naissance » à quatre séries dérivées : Les Experts : Miami, Les Experts : Manhattan, Les Experts : Cyber et CSI: Vegas (depuis 2021). Néanmoins, les trois premières séries ont été arrêtées respectivement en 2012, 2013 et 2016.
En France, elle est diffusée entre le 25 novembre 2001 et le 6 janvier 2016 sur TF1, et la finale le 14 septembre 2016. Elle a été rediffusée depuis le 15 janvier 2016 sur TMC (en VM). Au Québec, elle a été diffusée à partir du 30 août 2002 à Séries+ (intitulée CSI: Les Experts depuis la neuvième saison), en Suisse sur RTS Un, et en Belgique sur RTL-TVI.

## Synopsis
Gil Grissom dirige la brigade de nuit de la police scientifique de Las Vegas. Il insiste beaucoup pour que les membres de l'équipe qu'il dirige s'en tiennent aux faits, ce qui lui donne l'image d'une personne sans émotion. Par contre, son attitude évite les conclusions hâtives.

## Conception et développement
Pendant les années 1990, Bruckheimer cherchait une idée pour une série télévisée. Zuiker n'en avait pas, mais son épouse lui a parlé d'un documentaire, (The New Detectives) diffusé sur Discovery Channel qu'elle a aimé. Le documentaire montre les méthodes et les techniques utilisées par les détectives légaux, comme l’utilisation d'ADN et toute autre preuve utilisée pour résoudre les crimes. Zuiker a commencé à suivre de vrais enquêteurs du LVMPD et a été convaincu de faire une série sur ce concept. Bruckheimer a été d’accord avec cette idée et a organisé une réunion avec le directeur de Touchstone Pictures. Le directeur a aimé le script, et l'a présenté aux directeurs d’ABC, de NBC et de Fox, qui n’ont pas aimé. Le directeur de CBS a aimé le script de la série. Les directeurs du réseau ont tellement aimé le premier épisode de la série qu'ils ont décidé de l'inclure dans leurs programmes de l’an 2000. La série est diffusée le vendredi après The Fugitive. Au début, les directeurs de programmation croient que CSI obtiendra plus d'auditoire s'il est diffusé après The Fugitive, un succès sur le réseau, mais vers la fin de l'an 2000, CSI a dépassé la série.

## Tournage
Les Experts a initialement été tourné à Rye Canyon, un campus qui appartient à Lockheed Corporation, situé à Valencia en Californie. D'autres séries telles que The Unit : Commando d'élite, et Power Rangers ont également été tournées dans ce lieu.
Après le onzième épisode, la série a été tournée à Santa Clarita Studios, excepté les vues des rues de Las Vegas, filmées à Las Vegas, Nevada. De temps en temps, en cas de besoin, la série est également tournée à Las Vegas, bien que, le plus souvent, les lieux soient remplacés par des lieux californiens. Santa Clarita a été à l'origine choisie pour sa similitude avec les périphéries de Las Vegas.

## Distribution
| Ted Danson          | Diebenkorn « D.B. » Russell |            |            |            |            |            |            |            |                |                     |             |            | Principal        | Principal        | Principal  | Principal  | Guy Chapellier (saisons 12 et 13) Jean-Louis Faure (saisons 14 à 15) |
| Elisabeth Shue      | Julie Finlay                |            |            |            |            |            |            |            |                |                     |             |            | épisodes 14 à 22 | Principale       | Principale | Principale | Micky Sébastian                                                      |
| Jorja Fox           | Sara Sidle                  | Principale | Principale | Principale | Principale | Principale | Principale | Principale | épisodes 1 à 7 | 4 épisodes          | 15 épisodes | Principale | Principale       | Principale       | Principale | Principale | Laurence Dourlens                                                    |
| George Eads         | Nick Stokes                 | Principal  | Principal  | Principal  | Principal  | Principal  | Principal  | Principal  | Principal      | Principal           | Principal   | Principal  | Principal        | Principal        | Principal  | Principal  | Denis Laustriat                                                      |
| Eric Szmanda        | Greg Sanders                | Récurrent  | Récurrent  | Principal  | Principal  | Principal  | Principal  | Principal  | Principal      | Principal           | Principal   | Principal  | Principal        | Principal        | Principal  | Principal  | Benjamin Boyer                                                       |
| Robert David Hall   | Albert Robbins              | Récurrent  | Récurrent  | Principal  | Principal  | Principal  | Principal  | Principal  | Principal      | Principal           | Principal   | Principal  | Principal        | Principal        | Principal  | Principal  | Pascal Casanova                                                      |
| Wallace Langham     | David Hodges                |            |            | Récurrent  | Récurrent  | Récurrent  | Récurrent  | Récurrent  | Principal      | Principal           | Principal   | Principal  | Principal        | Principal        | Principal  | Principal  | Jérémy Prévost                                                       |
| David Berman        | David Phillips              | Récurrent  | Récurrent  | Récurrent  | Récurrent  | Récurrent  | Récurrent  | Récurrent  | Récurrent      | Récurrent           | Principal   | Principal  | Principal        | Principal        | Principal  | Principal  | Jérémy Prévost                                                       |
| Elisabeth Harnois   | Morgan Brody                |            |            |            |            |            |            |            |                |                     |             | épisode 21 | Principal        | Principal        | Principal  | Principal  | Julia Vaidis-Bogard                                                  |
| Jon Wellner         | Henry Andrews               |            |            |            |            | Récurrent  | Récurrent  | Récurrent  | Récurrent      | Récurrent           | Récurrent   | Récurrent  | Récurrent        | Principal        | Principal  | Principal  | Jérôme Frossard                                                      |
| Paul Guilfoyle      | Jim Brass                   | Principal  | Principal  | Principal  | Principal  | Principal  | Principal  | Principal  | Principal      | Principal           | Principal   | Principal  | Principal        | Principal        | Principal  |            | François Dunoyer                                                     |
| William L. Petersen | Gil Grissom                 | Principal  | Principal  | Principal  | Principal  | Principal  | Principal  | Principal  | Principal      | épisodes 1-10 et 16 |             | épisode 13 |                  | épisodes 3 et 11 |            |            | Stéfan Godin                                                         |
| Marg Helgenberger   | Catherine Willows           | Principale | Principale | Principale | Principale | Principale | Principale | Principale | Principale     | Principale          | Principale  | Principale | épisodes 1 à 12  |                  | épisode 5  |            | Emmanuèle Bondeville                                                 |
| Laurence Fishburne  | Raymond Langston            |            |            |            |            |            |            |            |                | dès l'épisode 9     | Principal   | Principal  |                  |                  |            |            | Paul Borne                                                           |
| Gary Dourdan        | Warrick Brown               | Principal  | Principal  | Principal  | Principal  | Principal  | Principal  | Principal  | Principal      | épisode 1           |             |            |                  |                  |            |            | Éric Aubrahn                                                         |
| Liz Vassey          | Wendy Simms                 |            |            |            |            |            | Récurrente | Récurrente | Récurrente     | Récurrente          | Principal   | épisode 2  |                  |                  |            |            | Nathalie Bienaimé                                                    |
| Louise Lombard      | Sofia Curtis                |            |            |            |            | Récurrente | Récurrente | Principal  | épisode 1      |                     |             | épisode 20 |                  |                  |            |            | Marjorie Frantz                                                      |
| Lauren Lee Smith    | Riley Adams                 |            |            |            |            |            |            |            |                | Principale          |             |            |                  |                  |            |            | Laura Préjean                                                        |

Source infos doublage : « Fiche de doublage », sur DSD Doublage

## Personnages

### Personnages principaux
- Sara Sidle :

Diplômée en physique (sa matière favorite) à l'université Harvard, elle est experte dans l'analyse des matériaux. Avant de rejoindre l'équipe, elle exerçait au laboratoire médico-légal de San Francisco avant que Grissom ne la recrute, d'abord pour enquêter sur la mort d'Holly Gribbs, une nouvelle recrue des experts.
Son intégration dans le groupe fut d'abord difficile, mais après la première saison, elle a établi des liens forts avec la plupart des membres de l'équipe, bien qu'elle se dispute parfois avec Catherine (comme dans la saison 5, où cela lui a valu une suspension).
Durant la saison 4, Sara a développé une dépendance à l'alcool, dont elle s'est libérée grâce à une thérapie imposée par le service après qu'elle a été arrêtée en état d'ébriété au volant de sa voiture. Lorsque Greg décide de se lancer sur le terrain, Sara l'aide en recueillant avec lui des indices sur la scène de crime lors d'une l'enquête qui constitue son évaluation et en lui donnant divers conseils; elle le considère, d'une certaine manière, comme son petit frère.
Dans la saison 5, on dévoile que sa mère était violentée par son père, jusqu'à ce que celle-ci exprime sa colère et le poignarde à mort. Sara était alors une enfant : elle a été déplacée de foyer d'accueil en foyer d'accueil. Cette portion de son passé explique qu'elle a beaucoup de mal à demeurer objective lorsqu'une affaire implique de la violence conjugale. Dans un épisode se déroulant dans un asile, Sara est très mal à l'aise et confie à Grissom : « Je ne supporte pas la folie, ça me rend folle », car sa mère a séjourné dans un hôpital psychiatrique après avoir tué son mari.
Son humanité joue beaucoup dans sa relation avec Grissom, qu'elle aide à devenir plus sociable. Durant la saison 8, elle est demandée en mariage par Grissom et accepte. Elle quitte l'équipe quelques épisodes plus tard, ne supportant plus les aspects négatifs de son travail. Elle fera quelques apparitions dans la saison 9 et sera présente dans 15 épisodes de la saison 10. Sara Sidle fait partie intégrante de la saison 11.
- Nicholas[6] « Nick » Stokes :

Originaire du Texas, fils d'un juge, Nick Stokes est diplômé en criminologie et spécialisé dans l'analyse des cheveux et des fibres. On révèle (saison 2) qu'il a été agressé sexuellement quand il était enfant par sa gardienne d'enfants. Nick entretient une forte amitié avec Warrick, avec qui il partage une habileté faible aux armes à feu. Il a été victime d'un enlèvement (Jusqu'au denier souffle) et a été enterré vivant. Sa situation personnelle est mal connue : il a eu une relation privilégiée avec une prostituée qui a failli très mal se terminer (saison 1), et il rencontre « une copine » dans une boîte de nuit dans la saison 7. Il a été choisi par Gil Grissom pour recevoir une promotion, en compétition avec Sara Sidle car, selon Grissom, « il se moquait d'avoir cette promotion ». Toutefois, à la suite de restrictions de budget, cette promotion a été annulée. C'est un homme très émotif, passionné et il est d'un tempérament romantique. Il quittera la série après la saison 15.
- Gregory « Greg » Sanders :

D'abord brillant technicien ADN au laboratoire scientifique, il intègre l'équipe de nuit au cours de la saison 5, quittant ainsi son affectation initiale. Cela représente une perte de salaire, mais, comme il l'avoue à Grissom, l'argent ne figure pas en tête de ses priorités. Greg était un enfant précoce. Il a une licence en chimie de l'université de Berkeley; il a toujours bâclé ses travaux la veille (voire le matin même) de la remise. Dans un épisode de la saison 5, Sara a une fois mentionné qu'il était encore puceau lorsqu'il fut admis à l'université - ce à quoi il n'a pas répondu, ce qui laisse croire qu'elle disait vrai. Cependant, il semble avoir été très « festif » à l'université.
La mère de Greg désirait quatre enfants et n'en a eu qu'un; elle est donc extrêmement protectrice et, pour cela, il a caché à ses parents son changement de poste. C'est aussi pour cela qu'il n'a jamais pu faire partie d'une équipe sportive à l'école. Greg s'est retrouvé à deux occasions à l'hôpital : une fois lorsqu'il expérimentait en laboratoire et qu'une explosion s'est produite causée par une négligence de Catherine, la seconde lorsqu'il opérait sur le terrain et a tenté de sauver un homme. D'ailleurs, il semble que ses parents n'approuvaient pas la plupart de ses choix, puisqu'ils n'étaient pas non plus d'accord avec le fait qu'il se tourne vers les sciences, car, selon eux, c'était « pour les débiles ».
Greg a éprouvé une attirance pour Catherine et également pour Sara. Au laboratoire, il a démontré une méthode de travail assez déroutante : il adore, entre autres, écouter du métal (comme du Marilyn Manson) en procédant à ses analyses. Il est cependant doué d'une redoutable efficacité, même s'il collectionne les pièces de monnaie. Greg est très agréable, même si parfois ses « blagues » tombent à plat.
- Docteur Albert « Al » Robbins :

Surnommé "Doc" par Gil Grissom, il est le médecin légiste en chef de la police de Las Vegas. Grand amateur de rock, il noue une complicité particulière avec Grissom, qu'il est parfois le seul à comprendre, et vice-versa. Par exemple, Grissom a de la difficulté à révéler à ses collègues qu'il éprouve de sérieux problèmes d'audition. Cependant, à la fin de la saison 3, dans Le Mystère de la chambre forte, il demande à Robbins un examen médical de ses oreilles, lui révélant sa déficience.
Robbins est marié et a trois enfants. Il est amputé des deux jambes et porte des prothèses - mais s'aide d'une canne pour marcher. Cette amputation est relative à un accident sur une scène de crime.
- David Hodges :

Technicien de laboratoire, il est extrêmement obséquieux vis-à-vis de Grissom et de Catherine, dénigrant les autres membres de l'équipe, surtout Greg (d'abord pour ses méthodes de travail surprenantes, ensuite pour son inexpérience sur le terrain), même si ce côté s'est un peu atténué. Il reste toutefois volontiers collé aux basques de Grissom, qui apprécie très peu cette attention. Son travail est efficace, mais sa personnalité peu appréciée. Il est toutefois capable de faire preuve d'humanité. Il a une liaison très courte avec Wendy Simms, technicienne de laboratoire, mais rompue dans un des épisodes de la saison 11 par Wendy notamment car elle part travailler dans une autre ville comme technicienne sur le terrain. David reste déboussolé et regrette de ne pas avoir saisi l'occasion pour avouer plus ses sentiments.

### Personnages secondaires
- Conrad Ecklie

il est d'abord chef de l'équipe de jour, où il se révèle camper un personnage particulièrement odieux et ambitieux. Il est, quatre ans plus tard, à la tête des unités de police de Las Vegas. Sa première action consiste à scinder l'équipe de Gil Grissom. Celui-ci parvient à la récupérer à la suite de l'épisode final de la saison 5 (Jusqu'au dernier souffle). Ecklie semble ensuite moins agressif vis-à-vis de Grissom et son équipe. On apprendra dans la saison 11 qu'il a une fille (Morgan Brody) et qu'il est divorcé, à partir de la saison 12 il commencera à se rapprocher de sa fille et se fera tirer dessus dans le dernier épisode de cette saison.
- Michael Keppler

remplaçant de Gil Grissom pendant son congé sabbatique, il intervient au milieu de la saison 7 (épisode 12 : Inconnues en série). Il vient de Trenton au New Jersey et le bruit l'aide à se concentrer. Michael se fait abattre dans le quinzième épisode (Témoins gênant) de la saison 7.
- David Phillips

assistant d'Albert Robbins à la morgue, ce passionné de baseball (saison 7) est parfois un peu maladroit, mais très professionnel. D'abord tombé sous le charme de Sara, qui l'éconduit gentiment, il se marie avec une femme qui demeure inconnue.
- Archie Johnson

technicien de laboratoire spécialisé en informatique, Archie couvre tout ce qui a trait aux preuves découvertes sur CD, DVD, bandes magnétiques audio ou vidéos de surveillance. (L'acteur fait sa première apparition dans l'épisode 2, Victime sans coupable, de la saison 2 sous les traits d'un surveillant de la sécurité sur le campus et aidant les experts en leur montrant les vidéos surveillances)
- Inspecteur Reed : (Katee Sackhoff)

femme flic forte, intelligente et déterminée, qui manque de sensibilité. (saison 11)

### Anciens personnages
- Catherine Willows :

Spécialiste de l'analyse des taches de sang, elle est la collaboratrice la plus expérimentée de Grissom. Elle a dû travailler comme strip-teaseuse pour payer ses études en médecine légale. Elle a une fille, Lindsey, qu'elle élève aidée de sa mère. Sa relation avec son ex-mari était assez houleuse, jusqu'au meurtre de celui-ci. Pendant une « visite » au laboratoire, son ex-mari, qui sera assassiné dans la saison 3, s'en prend à elle et laisse échapper qu'il « payait pour sa poudre », ce qui laisse croire qu'à l'époque où elle s'exhibait comme strip-teaseuse, Catherine était toxicomane. Elle-même fille d'une danseuse de cabaret, son père est le très influent Sam Braun, propriétaire de plusieurs casinos de Las Vegas et meurtrier non-condamné par la justice qui est assassiné dans la saison 7. Catherine a une fois laissé au laboratoire un pot contenant un liquide vert inconnu sous la hotte en oubliant d'éteindre celle-ci; ce qui a causé l'explosion du laboratoire, qui aurait bien pu être fatale pour Greg puisque celui-ci s'y trouvait et qu'il fût sérieusement blessé. Cela lui a valu une suspension. Elle a avoué, dans la saison 6, que Warrick était l'un de ses fantasmes, et que le mariage de ce dernier la rendait un peu triste. Au départ de Grissom, elle prend sa place de superviseur de l'équipe de nuit. On apprend au début de la saison 12 lors de l'arrivée de Russell qu'elle a été rétrogradée à la suite de l'affaire de Nate Haskell. À la fin l'épisode 12, de la saison 12, elle annonce sa décision de quitter le labo pour travailler au FBI.
Catherine Willows réapparaitra dans le 300e épisode (saison 14, épisode 5) sous forme de flashback, et dans le téléfilm qui conclut la série.
- Sofia Curtis :

D'abord chef de l'équipe de jour des experts scientifiques, elle est rétrogradée par Conrad Ecklie pour ne pas avoir écrit un rapport mensonger qui aurait enfoncé Grissom et ravi Ecklie. Celui-ci la place sous l'autorité de Gil Grissom (saison 5). Au début de la saison 6, elle est lieutenant de police et n'est plus alors une « experte ». Sofia manifeste l'habitude de réfléchir à voix haute lorsqu'elle se trouve sur une scène de crime car cela l'aide à remarquer et à retenir chaque détail. Elle a tenté de séduire Grissom, jusqu'à ce que Sara lui fasse comprendre, à plusieurs reprises, qu'elle était malvenue (saison 6). Elle réapparaitra dans la saison 11 (épisode 20)
- Warrick Brown :

Natif de Las Vegas, il est un spécialiste des analyses audiovisuelles. Il a développé une dépendance au jeu pathologique qui a failli lui coûter sa carrière. Pour s'en sortir, il n'a suivi aucune thérapie: selon ses propres dires, l'amitié que lui a offerte Grissom a été la clé. Il est très lié à Nick, bien qu'il s'entende bien avec les autres membres du laboratoire. Warrick a, dans la saison 5, mentionné le fait qu'il était très moyen en termes de maniement d'armes à feu. Il semble avoir montré une attirance pour Catherine à un certain moment et il est, depuis la saison 6, marié à une certaine Tina, mais leur relation a été très instable. On apprend dans la saison 8 qu'il a divorcé. Il est abattu dans le dernier épisode de la 8e saison (Pour Geda) par le sheriff Mckeen qui était un policier véreux. La scène de sa mort est au début du premier épisode de la saison 9, et on apprend qu'il avait un enfant.
- Gilbert « Gil » Grissom :

Superviseur de l'équipe de nuit du laboratoire de la police scientifique de Las Vegas, Grissom est biologiste de formation et spécialisé en entomologie. Il remplace Jim Brass à la tête de l'équipe de nuit à la suite du meurtre d'Holly Gribs dans le 2e épisode de la série. Il souffre d'une maladie de l'oreille qui lui vient de sa mère et qui l'oblige à se faire opérer à la fin de la saison 3. Il n'a qu'une seule peur : d'être percé à jour. C'est ce qu'arrive à faire Lady Heather pour qui il a beaucoup d'attirances. Pour se distraire, il aime aller sur les montagnes russes. Il quitte la série dans le double épisode de mi-saison (Un chapître s'ouvre... un autre se ferme) de la saison 9. Il est révélé au cours la saison 6 qu'il entretient une relation avec Sara Sidle. Ils sont maintenant mariés. Grissom réapparaitra dans la saison 11 épisode 13 (Les deux madames Grissom) 
Il sera de retour dans le téléfilm de conclusion de la série 
- Docteur Raymond « Ray » Langston

Joué par Laurence Fishburne à partir de la saison 9, il remplace Grissom, dans le casting de la série. À la fin de la saison 10, le tueur de Dick et Jane, Nate Haskell le blesse très grièvement, et il perd un de ses reins. Il apparaît dans les premiers épisodes de la saison 11 dans son lit d'hôpital, puis avec une canne offerte par Albert Robbins. Il quitte la série après la saison 11.
- Capitaine James « Jim » Brass :

D'abord policier dans le New Jersey, il a ensuite dirigé l'unité scientifique de la police de Las Vegas avant de passer la main à Gil Grissom lors de l'épisode 2 de la série, après l'assassinat d'Holly Gribbs. Il occupe maintenant un poste de capitaine à la brigade criminelle et travaille en collaboration étroite avec ses anciens collègues, même s'il reste un policier « traditionnel ». Il est souvent le premier arrivé sur les lieux du crime, informant l'équipe d'experts de la situation. C'est aussi Jim qui dirige la plupart des interrogatoires - avec un humour sarcastique et noir, assez amusant pour le téléspectateur et déroutant pour le suspect. Selon ce qu'il a avoué à Sara à propos de l'alcool, il semblerait qu'il ait également traversé une période difficile de consommation d'alcool à une certaine époque. Il a été marié et a une fille, dont il n'est pas le père biologique, Ellie Rebecca Brass, qui se prostitue à Los Angeles. Dans une fusillade, il tue par accident un policier. À la suite d'une blessure par balle, il obtient sa seconde décoration en tant que capitaine, ce qui ne le remplit pas de joie car il estime qu'il n'a pas agi de façon professionnelle sur ce coup. Il quitte l'équipe à la fin de la saison 14.

## Audience
En 2006, la série la plus regardée au monde devant Les Experts : Miami et Lost (trophée remis par Euro Data TV Worldwide lors du 47e Festival de la télévision de Monte Carlo). Elle a réitéré cette performance lors de la 48e édition de ce même festival, devançant Les Experts : Miami et Dr House.
En 2007 aux États-Unis, malgré la concurrence de Grey's Anatomy, elle obtient régulièrement les meilleures audiences toutes catégories confondues (seules l'émission Dancing with the Stars et la finale du Super Bowl la devançant)[réf. nécessaire], attirant en moyenne entre 25 millions et 30 millions de téléspectateurs. Cette cote a été toutefois mise en danger à l'automne avec l'alignement horaire de Grey's Anatomy, les deux séries étant désormais diffusées le jeudi soir à 21h, l'une sur CBS, l'autre sur ABC. Durant deux mois Grey's Anatomy lui souffla la vedette avant qu'elle ne reprenne un avantage semblant définitif[réf. nécessaire] en janvier 2008 sur son adversaire, accroissant même son avance en février 2008.
En date d'octobre 2008, Les Experts dépasse Dancing with the Stars en termes d'audience.
Surtout la nouvelle saison, au vu des premières audiences, démontre un avantage très net sur son poursuivant Grey's Anatomy dans le « combat du jeudi », ainsi Les Experts, pour leur retour ont attiré 23 millions de téléspectateurs contre 14 millions pour Grey's Anatomy. La performance est encore plus remarquable en France où Les Experts réunissent plus de 9 millions de téléspectateurs pour 65 millions d'habitants.
Il s'agit d'un comble pour la chaîne de télévision ABC qui avait refusé la série, la qualifiant de « trop moderne et déroutante » et d'une aubaine pour son concurrent CBS. Nancy Tellem de CBS admit même que Les Experts était la dernière série choisie pour le line up de CBS : « Even then it was the last series added to CBS' 2000-2001 line-up ». Cette dernière ajoutant : « Il était impossible de prévoir que cette émission allait obtenir un tel succès et ainsi chambouler le réseau américain »,.
Depuis 2009, la série est détrônée de la 1re place aux États-Unis par NCIS : Enquêtes spéciales, qui rassemble désormais davantage de téléspectateurs.
Avec sa douzième saison, la série a enregistré son plus bas score d'audience avec 10.84 millions de téléspectateurs.
Elle conserve cependant sa place de série la plus regardée dans le monde en 2011, une performance déjà réalisée en 2006, 2007, 2009 et 2010 et qu'elle réitère en 2012,.
En France, la série a eu 9,522 millions de téléspectateurs sur TF1.

## Réception
La série connait un gros succès, aux États-Unis, elle réunit en moyenne plus de 10 millions de téléspectateurs. Les premières saisons ont pu réunir plus de 20 millions de téléspectateurs.
En septembre 2007, après le lancement de la huitième saison, une maquette du bureau de Gil Grissom (celle qu’il a construite pendant la septième saison) a été mise en vente sur EBay. La maquette s'est vendue à 15 600 $ ; CBS a donné le montant à la National CASA Association.
Le concert de louanges s'étend même dans les magazines et sites spécialisés, ainsi le magazine DVDrama n'hésite pas à quasiment qualifier Les Experts de « série parfaite ». Quasiment, car l'article s'achève sur cette conclusion : « Les Experts, série parfaite ? Non, mais c'est peut-être celle qui s'en approche le plus. »
En particulier, le final de la saison 5, Jusqu’au dernier souffle (Grave Danger), double épisode réalisé par Quentin Tarantino, a été considéré comme particulièrement réussi.
Les fans de la série ont lancé une campagne en août 2007 par le forum "Your Tax Dollars At Work" après la diffusion des rumeurs qui disent que Jorja Fox va quitter la série. Beaucoup des membres de forum ont fait des dons pour la série, CBS a collecté une somme de 8 000 $.
La série Stargate Atlantis (saison 5, épisode 19 "Vegas") rend un hommage parodique aux Experts.

### Réception critique
Le site Imdb.com, présente une note de 7,7/10, basé sur plus de 86 000 internautes. Le site français Allociné, présente quant à lui une note de 3,4/5 basé sur plus de 36 500 internautes.

## Influence
L'effet est connu aux États-Unis sous le nom de CSI effect, CSI syndrome et CSI infection. Selon certains témoignages, la série a un impact important sur le public américain. La série influence tellement les jurés que, pendant les procès, ils exigent beaucoup plus de preuves qu'avant, ont une confiance absolue dans les conclusions présentées par la police scientifique et surtout les preuves ADN. Beaucoup d’étudiants choisissent la criminologie. 
La série semble aussi influencer la manière dont les crimes sont commis et le comportement des criminels. En 2000, 46,9 % des cas de viol ont été résolus, mais le chiffre a baissé à 41,3 %. Beaucoup de victimes de viol ont rapporté que leur agresseur les avait forcées à se laver avec de l’eau de Javel. En 2005, Jermaine McKinney, un fan de la série, a tué deux femmes dans le comté de Trumbull, Ohio. Il a tout fait pour ne pas laisser de preuves : il s’est lavé avec de l’eau de Javel, a brûlé les corps des victimes, ses vêtements, et a jeté l’arme du meurtre dans un lac. Cependant, McKinney a été par la suite arrêté.

## Récompenses et nominations

### Récompenses
ASCAP Award
- Top TV Series – 2006

ASC Award
- OutstandingAchievement in Cinematography in Episodic TV Series – 2006
- OutstandingAchievement in Cinematography in Episodic TV Series – 2005

Emmy
- OutstandingSpecial Visual Effects for a Series – 2010[30]
- OutstandingCinematography for a TelevisionSeries – 2010[31]
- Outstanding Sound Mixing For A Comedy Or Drama Series – 2007
- OutstandingCinematography For A Single-camera Series – 2006
- Meilleurs effets sonores dans l'épisode Dernier round (Fight Night) – 2003
- Meilleurs maquillages pour l'épisode Le Charme discret du fétichisme (Slaves of Las Vegas) – 2002

Saturn Award
- Best Network TelevisionSeries – 2004

Screen Actors Guild Award
- Outstanding Ensemble in a Drama Series – 2004

### Nominations
Emmy
- Outstanding Music Composition For A Series (Original Dramatic Score) – 2007
- Outstanding Prosthetic Makeup For A Series, Miniseries Or Special – 2007
- Outstanding Makeup For A Series (non-prosthetic) – 2007
- Outstanding Cinematography For A Single-Camera Series – 2007
- Outstanding Single-camera Sound Mixing For A Series – 2006
- Outstanding Sound Editing For A Series – 2006
- Outstanding Directing For A Drama Series – 2005: Quentin Tarantino
- Outstanding Makeup For A Series (non-prosthetic) – 2005
- Outstanding Single-camera Sound Mixing For A Series – 2005
- Outstanding Sound Editing For A Series – 2005
- Outstanding Cinematography For A Single-Camera Series – 2004
- Outstanding Drama Series – 2004
- Outstanding Makeup For A Series (Non-Prosthetic) – 2004
- Outstanding Single-Camera Sound Mixing For A Series – 2004
- Outstanding Drama Series – 2003
- Outstanding Lead Actress In A Drama Series – 2003: MargHelgenberger
- Outstanding Makeup For A Series (Non-Prosthetic) – 2003
- Outstanding Makeup For A Series (Prosthetic) – 2003
- Outstanding Single-Camera Sound Mixing For A Series – 2003
- Outstanding Cinematography For A Single-Camera Series – 2002
- Outstanding Drama Series – 2002
- Outstanding Makeup For A Series (Prosthetic) – 2002
- Outstanding Single-Camera Sound Mixing For A Series – 2002
- Outstanding Sound Editing For A Series – 2002
- Outstanding Art Direction For A Single-Camera Series – 2001
- Outstanding Lead Actress In A Drama Series – 2001: MargHelgenberger
- Outstanding Single-Camera Picture Editing For A Series – 2001
- Outstanding Sound Editing For A Series – 2001

La série a été aussi nommée plusieurs fois aux Golden Globes, ScreenActorsGuildAward, WritersGuild of AmericaAward, DirectorsGuild of AmericaAward, and ProducersGuild of AmericaAward.

## Épisodes
| Saisons  | Nombre d'épisodes | Années    | Diffusion en France (sur TF1)        | Audience en France (en millions) | Audience aux États-Unis (en millions) |
| -------- | ----------------- | --------- | ------------------------------------ | -------------------------------- | ------------------------------------- |
| 1        | 23                | 2000-2001 | 25 novembre 2001 au 1er juin 2002    | 5,89                             | 20,8                                  |
| 2        | 23                | 2001-2002 | 24 février 2002 au 15 mars 2003      | 6,23                             | 23,7                                  |
| 3        | 23                | 2002-2003 | 1er mars 2003 au 8 juin 2005         | 6,47                             | 26,12                                 |
| 4        | 23                | 2003-2004 | 14 février 2004 au 23 mars 2005      | 6,61                             | 25,27                                 |
| 5        | 25                | 2004-2005 | 23 mars 2005 au 3 septembre 2006     | 6,88                             | 26,26                                 |
| 6        | 24                | 2005-2006 | 3 septembre 2006 au 22 octobre 2006  | 6,94                             | 24,86                                 |
| 7        | 24                | 2006-2007 | 3 février 2008 au 21 septembre 2008  | 7,70                             | 20,34                                 |
| 8        | 17                | 2007-2008 | 21 septembre 2008 au 28 février 2010 | 8,43                             | 16,62                                 |
| 9        | 24                | 2008-2009 | 28 février 2010 au 23 mai 2010       | 9,11                             | 18,52                                 |
| 10       | 23                | 2009-2010 | 20 mars 2011 au 30 mai 2011          | 6,58                             | 14,92                                 |
| 11       | 22                | 2010-2011 | 7 mars 2012 au 20 juin 2012          | 6,83                             | 13,52                                 |
| 12       | 22                | 2011-2012 | 2 avril 2013 au 5 février 2014       | 5,38                             | 12,49                                 |
| 13       | 22                | 2012-2013 | 5 février 2014 au 26 mars 2014       | 4,58                             | 11,63                                 |
| 14       | 22                | 2013-2014 | 26 mars 2014 au 11 mars 2015         | 4,73                             | 11,86                                 |
| 15       | 18                | 2014-2015 | 11 mars 2015 au 6 janvier 2016       | 3,94                             | 11,19                                 |
| Téléfilm | 2                 | 2015      | 14 septembre 2016                    | 4,00                             | 12,22                                 |

### Cross-over
- La mort dans tous ses états : lors de la deuxième saison, l'épisode donne lieu à un crossover avec Les Experts : Miami : Catherine et Warrick se rendent à Miami pour collaborer avec Horatio Caine et son équipe.
- 6 ans de recherche : un double épisode cross-over avec Après 6 ans de recherche de la série FBI : Portés disparus. Ainsi, Jack Malone (Anthony LaPaglia), s'est rendu à Las Vegas, puis Gil Grissom s'est déplacé à New York.
- L'envers du décor : une star (Katey Sagal) d’une sitcom a été tuée lors du tournage d’un épisode à Las Vegas. L’enquête révèle beaucoup de suspects, parmi eux : son épouse et l’ensemble des scénaristes. Le scénario de l'épisode (Two and a Half Deaths en anglais) a été écrit par les deux scénaristes de la série Mon oncle Charlie (titre original : Two and a Half Men), tandis que deux des scénaristes de la série (Carol Mendelsohn et Naren Shankar) ont fait de même pour l'épisode 5-17 (Amour à mort) de Mon oncle Charlie.
- The Lost Girls : Ray cherche une fille disparue. L’histoire commence dans un épisode des Experts : Miami, continue dans un épisode des Experts : Manhattan pour se terminer à Las Vegas.

### Renouvellement de la série
Le 14 mars 2012, CBS annonce le renouvellement de la série pour une 13e saison, diffusée du 26 septembre 2012 au 15 mai 2013.
Le 20 mars 2013, CBS annonce le renouvellement de la série pour une 14e saison, diffusée à partir du 25 septembre 2013.
En France, la série n'est plus diffusée en prime-time sur TF1 à partir du 21 mai 2013, faute d'audience ; la seconde partie de la saison est diffusée à partir du 8 janvier 2014. La saison 13 est diffusée à partir du 5 février 2014 sans attente après la saison 12. Initialement doublé par Guy Chapelier lors de la première diffusion de la première salve de la saison 12, le personnage de DB Russell est ensuite doublé par Jean-Louis Faure en 2014 aussi bien sur les épisodes inédits que sur les rediffusions.
Le 13 mars 2014, CBS annonce le renouvellement de la série pour une 15e saison.

## Téléfilm de conclusion
CBS annonce le 8 mai 2015 un téléfilm de deux heures pour conclure la série avec la participation de William Petersen ainsi que Marg Helgenberger. Le titre est Immortality.

## Sorties DVD en France
En 2010, plus de huit millions de DVD de la série ont été vendus en France

## Critiques
La série a reçu beaucoup de critiques négatives par le Parents Television Council. Le ton résolument adulte de la série (tant au niveau des thèmes traités — sexualité parfois explicite, meurtres violents — que de la présence d'images crues) conjugué à son succès et à sa diffusion en prime-time a mené certaines associations parentales à déconseiller cette série pour les jeunes spectateurs,.
Thomas Mauriello, un criminologiste, estime que 40 % des techniques scientifiques n’existent pas. Dans la première saison, les techniciens ont pu déterminer le type de couteau utilisé en moulant un plâtre à l’intérieur de la blessure, ce qui est impossible avec les technologies actuelles.
Ce ton « résolument » adulte est toutefois remis en cause par le manque de réalisme qui est reproché à la série : elle ne décrit pas, selon les services de police, de manière fidèle les procédures policières des enquêtes scientifiques ni les processus d'acquisition de preuves. Par exemple, dans la série les résultats des tests ADN sont obtenus en quelques heures, alors qu'en réalité ils nécessitent plusieurs jours pour être disponibles. De plus, lorsqu'elle décrit certaines mœurs, la série utilise souvent des légendes urbaines ; par exemple dans l'épisode The Unusual Suspect (6-18), il est question de fête arc-en-ciel comme s'il s'agissait de conduites sexuelles étudiantes réelles, alors qu'il s'agissait d'une rumeur lancée au cours d'une émission de télévision. 
La communauté des LGBT (Lesbien, gay, bisexual, et transgenre) a aussi critiqué la série pour ce qu’ils considèrent une mauvaise représentation des personnes LGBT.

## Produits dérivés
Un calendrier 2007 est en vente (sur le web ou dans des magasins spécialisés en vente de DVD et produits dérivés), mesurant 30x30cm, un personnage (ou un duo) de la série apparaissant à côté de chaque mois. Les photos sont tirées des épisodes 24 et 25 de la saison 5 (réalisés par Quentin Tarantino : Jusqu'au dernier souffle en français).
À partir du 1er septembre 2007, la version 2008 de ce calendrier est en vente (sur le web et dans les magasins spécialisés dans la vente de produits dérivés) pour un tarif généralement constaté d'approximativement 13 €. Deux éditeurs (East of Paris et Marvel Panini France) devraient éditer chacun leur calendrier.
Une édition spéciale du jeu scene it a aussi été créée à l'effigie des experts.

### Musique
Deux CD reprennent les musiques utilisées dans les séries : un pour Les Experts et pour Les Experts : Miami. 
La musique du générique de l'épisode Who Are You contient le titre Who Are You, interprété par le groupe The Who. Les autres séries Les Experts recèlent chacune une chanson de ce groupe au générique (Won't Get Fooled Again pour la série de Miami et Baba O'Riley pour celle de Manhattan).
La musique de la série est signée John M. Keane. La musique diffusée sur TF1 est signée Paul Erskine. Le générique est une reprise de Who are you des Who.

### Séries télévisées
Cette série a donné naissance à plusieurs séries dérivées :
- Les Experts : Miami
- Les Experts : Manhattan
- Les Experts : Cyber
- CSI: Vegas (suite directe)